# Georges Clément (personnalité politique)
Pour les articles homonymes, voir Georges Clément et Clément.
Georges Clément, né le 9 décembre 1825 à Romont et mort le 11 avril 1871 dans la même ville, est une personnalité politique du canton de Fribourg, en Suisse, membre du Parti radical-démocratique.
Il est membre du Conseil d'État de 1852 à 1854.

## Source
- Georges Andrey, John Clerc, Jean-Pierre Dorand et Nicolas Gex, Le Conseil d’État fribourgeois : 1848-2011 : son histoire, son organisation, ses membres, Fribourg, Éditions La Sarine, 2012, 143 p. (ISBN 978-2-88355-153-4, lire en ligne), p. 35